# حفصة بنت سيرين
أمّ الهُذيل حفصة بنت سيرين الأنصارية البصْرية فقيهة وراوية حديث.

## رواياتها

### من روت عنهم
أم عطية، وأم الرائح، ومولاها أنس بن مالك، وأبي العالية.

### من روى عنها
أخوها محمد، وقتادة، وأيوب، وخالد الحذاء، وابن عون، وهشام بن حسان.

## زهدها
كان ذِكْرُ الموت لا يفارقها، فهي تعلم أن الدنيا أيام معدودة، فإذا ذهب يوم فقد ذهب بعضها؛ لذا كانت تتوقع الموت في كل لحظة، حتى روِى أنها كانت تحتفظ بكفن دائم لها هو جزء من ملابسها فإذا حجت وأحرمت لبسته، وإذا جاءت الأيام العشرة الأخيرة من رمضان لبستْه تقيم فيه.
وكانت تقول: يا معشر الشباب! خذوا من أنفسكم وانتم شباب، فإنى رأيت العمل في الشباب.
قَرَأَتْ القرآن، وتدبرتْ معانيه وعمرها اثنتا عشرة سنة، وكان أخوها «محمد بن سيرين» إذا استشكَل عليه شيء من القرآن قال: اذهبوا إلى حفصة، واسألوها كيف تقرأ؟، واشتهرت حفصة بالزهد، والصبر الجميل على طاعة اللَّه وعبادته، وكانت كثيرة الصيام، طويلة القيام، تدخل مسجدها تصلي فيه، وتتعبد بقراءة القرآن، ولا تخرج من بيتها إلا لحاجة أو لمقابلة من يأتون ليستفتونها، ويتعلمون منها.
وكانت محدثِّة، ولها ستة إخوة غيرها، كلهم يقرءون القرآن، ويشتغلون بالحديث.
وكانت حفصة تحب العلم، وتبذل في سبيله كل غالٍ ونفيس، كما عُرِفتْ حفصة بشدة تمسكها بتعاليم الإسلام الحقة، وطاعتها للَّه ولرسوله؛ فعَنْ عَاصِمٍ الأَحْوَلِ قَالَ: كُنَّا نَدْخُلُ عَلَى حَفْصَةَ بِنْتِ سِيرِينَ وَقَدْ جَعَلَتِ الْجِلْبَأبَ هَكَذَا وَتَنَقَّبَتْ بِهِ فَنَقُولُ لَهَا رَحِمَكِ اللَّهُ قَالَ اللَّهُ تَعَالَى ﴿وَالْقَوَاعِدُ مِنَ النِّسَاءِ اللَّاتِي لَا يَرْجُونَ نِكَاحًا فَلَيْسَ عَلَيْهِنَّ جُنَاحٌ أَنْ يَضَعْنَ ثِيَابَهُنَّ غَيْرَ مُتَبَرِّجَاتٍ بِزِينَةٍ وَأَنْ يَسْتَعْفِفْنَ خَيْرٌ لَهُنَّ وَاللَّهُ سَمِيعٌ عَلِيمٌ ۝٦٠﴾ [النور:60]، هُوَ الْجِلْبَأبُ قَالَ فَتَقُولُ لَنَا: أَىُّ شئٍ بَعْدَ ذَلِكَ فَنَقُولُ (وَأَنْ يَسْتَعْفِفنَ خَيْرٌ لَهُنَّ) فَتَقُولُ هُوَ إِثْبَاتُ الْجِلْبَأبِ.
عن هشام بن حسان. قال كان الهذيل بن حفصة يجمع الحطب في الصيف فيقشره ويأخذ القصب. فيفلقه قالت حفصة: وكنت أجد قرة فكان إذا جاء الشتاء جاء بالكانون فيضعه خلفي وأنا في مصلاي ثم يقعد فيوقد بذلك الحطب المقشر وذاك القصب المفلق وقوداً لا يؤذي دخانه ويدفئني. نمكث بذلك ما شاء الله. قالت: وعند من يكفيه لو أراد ذلك.قالت: وربما أردت انصرف إليه فأقول: يا بني أرجع إلى أهلك ثم أذكر ما يريد فأدعه. قالت حفصة: فلما مات رزق الله عليه من الصبر ما شاء أن يرزق غير أني كنت أجد غصة لا تذهب، قالت: فبينا أنا ذات ليلة أقرأ سورة النحل إذ أتيت على هذه الآية ﴿وَلَا تَشْتَرُوا بِعَهْدِ اللَّهِ ثَمَنًا قَلِيلًا إِنَّمَا عِنْدَ اللَّهِ هُوَ خَيْرٌ لَكُمْ إِنْ كُنْتُمْ تَعْلَمُونَ ۝٩٥﴾ ﴿مَا عِنْدَكُمْ يَنْفَدُ وَمَا عِنْدَ اللَّهِ بَاقٍ وَلَنَجْزِيَنَّ الَّذِينَ صَبَرُوا أَجْرَهُمْ بِأَحْسَنِ مَا كَانُوا يَعْمَلُونَ ۝٩٦﴾ [النحل:96]
قالت: فأعدتها فأذهب الله ما كنت أجد.
قال هشام: وكانت له لقحة. قالت حفصة: كان يبعث إلى بحلبة بالغداة فأقول: يا بني إنك لتعلم أني لا أشربه، أنا صائمة. فيقول: يا أم الهذيل إن أطيب اللبن ما بات في ضروع الإبل، اسقيه من شئت..صفة الصفوة. ولها باع كبير في رواية الحديث النبوي، فقد رَوَتْ عن أخيها يحيى وعن غيره، وروي عنها الكثير. وتُوُفيت وهي ابنة تسعين